# Кріс Браун (співак)
Крістофер Моріс «Кріс» Браун (англ. Christopher Maurice "Chris" Brown; нар. 5 травня 1989, Таппаханнок, Вірджинія) — американський співак і актор. Браун випустив свій дебютний альбом Chris Brown наприкінці 2005 року у віці 16 років. Альбом включав в себе сингл «Run It!», який очолив хіт-парад Billboard Hot 100, завдяки чому Браун став першим афро-американським співаком, чий дебютний сингл очолив чарт. Альбом продався кількістю більше двох мільйонів копій в Сполучених Штатах і був сертифікований як подвійний платиновий Американською асоціацією компаній звукозапису (RIAA).
Другий студійний альбом Брауна, Exclusive, вийшов в усьому світі в листопаді 2007. В нього були включені два успішні сингли: другий хіт номер один в Америці, «Kiss Kiss» з участю T-Pain і «With You», який став номером два в Billboard Hot 100. Браун випустив делюкс-версію альбому, названу "The Forever Edition". Перший сингл з нього, «Forever», вийшов у травні 2008 і досяг номера два в Billboard Hot 100. Exclusive був сертифікований RIAA платиновим.
На додачу до своїх сольних комерційних успіхів, Браун брав участь в створенні кількох хітів, таких як «No Air», дует зі співачкою Джордін Спаркс, «Shortie Like Mine» з репером Bow Wow і «Shawty Get Loose» разом з Lil' Mama і T-Pain. Пісні досягли третьої, дев'ятої й десятої сходинок в Billboard Hot 100 відповідно. Завдяки танцювальному таланту, Брауна порівнювали з відомими R&B-артистами як Ашер і Майкл Джексон, які, як каже сам Браун, сильно вплинули на його творчість.

## Біографія

### 2005 — 2006: Альбом «Chris Brown»
Кріс Браун залишив школу наприкінці 2004 року, щоб почати роботу над альбомом Chris Brown, реліз якого відбувся 29 листопада 2005 року. Альбом дебютував на 2 місці чарту Billboard 200 з продажами понад 155 тисяч копій за перший тиждень.
Через 5 тижнів альбом став платиновим, а через рік — двічі платиновим. Дебютний сингл «Run It!» став хітом № 1 в США, Новій Зеландії й Австралії. Слідом за «Run It!» другий сингл Брауна «Yo (Excuse Me Miss)» очолив десятку хітів США.
Третій сингл «Gimme That» вийшов в березні 2006 року, також представив Lil' Wayne, який спочатку не брав участі в записі треку, який ввійшов в альбом. Цей сингл з’явився в американському Billboard 100 на 80-му місці й дуже швидко добрався до 15-го. Четвертим синглом стала балада «Say Goodbye», яка стала саундтреком до фільму «Крок вперед». 13 червня 2006 року Браун випустив DVD «Chris Brown Journey», який розказував про його подорож до Англії і Японії, підготовку до премії Греммі, включаючи сцени з його музичних відео.
17 серпня 2006 року, щоб продовжити розкрутку альбому, Кріс почав свій тур «The Up Close and Personal Tour».

### 2007 — 2008: Альбом «Exclusive»
Скоро після завершення літнього туру з Ne-Yo, Браун швидко почав роботу над другим студійним альбомом Exclusive, який вийшов у листопаді 2007 року. Альбом дебютував номером 4 в Billboard 200, продавшись кількістю 294,000 копій на першому тижні. Було продано 1.9 млн. копій в Сполучених Штатах. Як повідомляють MTV News, Браун заявив: «Я все ще хочу, щоб мої молоді фанати продовжували слухати мою музику, але є пара записів, які призначені для старших людей». Перший сингл з альбому, "Wall to Wall', дебютував в Billboard Hot 100 номером 96 і дійшов до номера 79 і номера 22 в чарті Billboard R&B and Hip-Hop, ставши його найнеуспішнішою піснею. «Kiss Kiss», спродюсована і включає в себе T-Pain, вийшла другим синглом. «Kiss Kiss» став успішнішим, порівнюючи з успіхом "Wall To Wall", досягнувши номера один в Американському Billboard Hot 100 і ставши другим синглом Кріса номер один і найуспішнішим в чарті з часів «Run It!» 2005.
4 грудня 2007 року Кріс випустив третій сингл з "Exclusive", який називається «With You», пісня, спродюсована Stargate. «With You» став номером два в Billboard Hot 100 і ввійшов в чарти в різних країнах в усьому світі, став одним з найуспішніших релізів Брауна, який  увійшов у десятку найкращих у Новій Зеландії, Сінгапурі, Канаді, Сполучених Штатах, Кіпрі, Ірландії, Франції, Британії, Малайзії й Австралії. Браун перевидав Exclusive 3 червня 2008 року як делюкс-видання, яке називається Exclusive: The Forever Edition, через сім місяців після виходу оригінальної версії. Перевидана версія включає в себе чотири нові треки, включаючи сингл «Forever», який став номером два в Billboard Hot 100.
На підтримку альбому Браун оголосив про концертний тур The Exclusive Holiday, відвідавши більше тридцяти концертних площадок в Сполучених Штатах. Він почав тур в Цінціннаті, Огайо, 6 грудня 2007 і завершив 9 лютого 2008 в Гонолулу, Гаваї. Документальний репортаж вийшов 3 червня 2008 в подвійному диску Exclusive: The Forever Edition. Він виконав «With You» на BET Awards '08 в червні 2008. До нього приєдналась Сіара на танець під кавалок з пісні «Take You Down».
Браун разом з The Game попав на альбом репера Nas в пісні "Make the World Go Round", спродюсованою The Game і Cool & Dre. Він також взяв участь в записі синглу Лудакріса «What Them Girls Like» разом з Шоном Гарретом альбому Лудакріса Theater of the Mind. Також він включений в третій сингл T-Pain, «Freeze», з нового альбому T-Pain Thr33 Ringz. Браун названий найкращим артистом 2008 року журналом Billboard. Браун випустив сингл «Take You Down» в січні 2009 в Британії й Ірландії.

### 2009: Альбом «Graffiti» та конфлікт з Ріанною
З 2008 Кріс почав працювати над новим студійним альбомом. Як він сам казав, він буде експериментувати над різними музичними напрямками на новому альбомі — назва якого Graffiti — надіючись позмагатись з американськими співаками рівня Принца й Майкла Джексона. Він сказав: «Я хотів все поміняти й бути іншим. На рахунок мого стилю, в даний момент, я не намагаюсь бути типово urban. Я хочу бути як Принц, і Майкл Джексон, і Стіві Вандер. Вони могли підкорити будь-який музичний жанр». Браун випустив головний сингл з Graffiti «I Can Transform Ya» 29 вересня, а кліп вийшов на MTV 27 жовтня 2009. Сингл попав у топ-20 багатьох чартів світу. Кріс також підтвердив, що його наступним синглом буде «Crawl». Браун випустив кліп на Crawl 13 листопада 2009. Graffiti вийшов 15 грудня 2009. Він дебютував, на всезагальне розчарування, на #55, і був оцінений 1 зіркою з 4, втім пізніше Graffiti добрався до 7 сходинки на Billboard 200
Браун здався Лос-Анджелеському департаменту поліції 8 лютого 2009 і був заарештований за підозрою в кримінальній загрозі при розслідуванні обвинувачень в домашньому насиллі, яке витекло зі сварки з невпізнаною жінкою. Поліцейський рапорт не називав жінку в інциденті, але повідомлялось, що вона «постраждала від видимих ран». Тим не менше різні новинні ЗМІ, такі як Los Angeles Times, CNN і MSNBC сказали, що джерела впізнали припущену жертву — це була його дівчина й відома R&B співачка Ріанна. Після його арешту багато з рекламних кампаній були скасовані, його музика під забороною на багатьох радіо станціях і він скасував багато публічних виступів, в тому числі 2009 Церемонію Греммі, будучи заміненим Джастіном Тімберлейком і Елом Гріном. Браун пізніше випустив заяву, сказавши: «Словами не можна виразити, як мені гірко й сумно за те, що сталось».
5 березня 2009 Кріса звинуватили в нападі й створенні кримінальної загрози. Він прибув до суду 6 квітня і визнав себе невинним за звинуваченням в нападі і за звинуваченням в створенні кримінальної загрози. 22 червня 2009 Браун визнав себе винним в нападі й погодився на суспільні роботи й п'ять років умовного терміну. Відвідини курсів для людей, які мали справу з домашнім насиллям, — також частина договору з суддею Патрицією Шнегг в суді. 20 липня 2009 Браун випустив двохвилинне відео на своїй офіційній сторінці YouTube з вибаченням перед своїми фанатами й Ріанною за те, що сталось, висловлюючись про інцидент як про свою «найбільшу помилку» і сказав, що він багато разів вибачався перед Ріанною й «приймає всю відповідальність на себе». Браун сказав, що хотів публічно висловитися про справу раніше, але його адвокат йому радив цього не робити до тих пір, поки не закінчаться юридичні негаразди. 25 серпня Браун був засуджений до п'яти років умовного терміну, одному року відвідин занять проти домашнього насилля, і шести місяцям суспільних робіт; суддя також підписала ордер на п'ять років, який забороняє Брауну наближатися до Ріанни на відстані ближче 50 ярдів, 10 ярдів на публічних заходах.
2 вересня 2009 Браун розказав про справу з домашнім насиллям на передчасно записаному інтерв'ю Larry King Live, його першому публічному інтерв'ю після інциденту. На інтерв'ю з ним були його мати й адвокат Марк Герагос, поки він обговорював дорослішання в домі, де було присутнє домашнє насилля; його мати багато разів була побита його вітчимом. Браун розказав про те, як почув деталі, які вийшли в ніч його ж нападу, його фізичної сварки з Ріанною: «Я в шоці, тому що, по-перше, я не такий, як людина, і я обіцяю, що не хочу таким бути». Мати Брауна, Джойс Хоукінс, сказала, що Браун «ніколи не був жорстокою людиною, ніколи» і що вона не вірить в круг насилля. Браун описав свої відносини з Ріанною як Ромео і Джульєтти, враховуючи постійні повідомлення ЗМІ про справу з домашнім насиллям, і що ЗМІ розлучили їх своїми новинами про сварку. Він сказав, що не пам'ятає про напад на Ріанну, але розумів, що воно сталось, і що він шкодує за подіями тієї ночі. Через критику його слів про те, що не пам'ятає, Браун згодом опублікував повідомлення: «Звичайно я пам'ятаю, що сталось. Декілька разів під час інтерв'ю моя мати сказала, що я прийшов до неї відразу і все їй розказав». Браун сказав потім, що «ця ніч була і буде в тумані». Раніше на інтерв'ю Ларрі Кінг Лайв він сказав, що йому було «складно» дивитись на знамениту випущену фотографію побитого лиця Ріанни, яке могло бути одним зображенням, переслідуване і визначальне для нього назавжди, і що він все ще її кохає. «Я впевнений, ми можемо бути друзями», — сказав Браун, — «і я не знаю про наші відносини, але я точно знаю, що ми розійшлись як друзі». Також він заявив, що не думає, що його кар'єра закінчена.
Браун з’явився на 20/20 і дав інтерв'ю, яке вийшло 4 грудня 2009. В інтерв'ю, ведучим якого була Робін Робертс з Good Morning America, Браун обговорив свій напад на Ріанну.

### 2010 — 2011: Альбом «F.A.M.E.»
В травні 2010 року Кріс Браун разом зі своїм другом Tyga записують спільний мікстейп під назвою Fan of a Fan. Пісня Dueces спільно з Tyga і Kevin McCall була реалізована 29 червня 2010. Пісня була поставлена на номер 1 в U.S. R&B/Hip-Hop Songs chart, що дало Крісу шанс знову піднятися на вершину всіх рейтингів і добралась до 14-го місця в Billboard Hot 100. В серпні 2010 року Кріс Браун починає зніматися в фільмі Хлопчики-нальотчики з такими героями, як Метт Діллон, Пол Вокер, Хайден Крістенсен і T.I.. Він був також продюсером фільму. В вересні 2010 року на одній з станцій Америки Кріс Браун анонсував, що його новий альбом під назвою F.A.M.E. (Fans Are My Everything) вийде 22 березня 2011 року. Drake, Джастін Бібер, Бруно Марс, Pitbull і Asher Roth будуть брати участь в альбомі. Також Кріс Браун на своєму твіттері написав, що альбом, можливо, вийде на двох дисках. Також недавно Кріс оголосив, що це перша частина F.A.M.E, а друга частина вийде за 6 місяців.

### 2012: Альбом «Fortune»
Кріс Браун оголосив, що почав запис свого п'ятого сольного альбому під назвою Fortune. Дата виходу була намічена на 3 липня 2012 року. Першим синглом з альбому буде пісня Turn Up the Music, яка вийшла 14 лютого 2012 року в США. А 7 квітня 2012 року сингл дебютував на першому місці Official UK Singles, ставши першим синглом в кар'єрі співака, який очолив англійський чарт синглів. 17 квітня вийшли два нових сингли: «Till I Die» і «Sweet Love».
20 травня 2012 року Кріс здобув премію Billboard Music Awards 2012 в категорії «Найкращий R&B-виконавець».

### 2013 — наш час: Альбом «X»
6 альбом Кріса Брауна під назвою X має вийти 16 вересня 2014 році. Першим синглом з альбому стала пісня «Fine China», яка вийшла в світ 9 квітня 2013 року. Пісня потрапила у більшість чартів світу, але на низькі позиції. Улітку того ж року вийшли другий і третій сингли з альбому: "Don't Think They Know" з покійною Аалією та "Love More" з Нікі Мінаж. Пісні не стали успішними. Наприкінці 2013 року Браун випустив четвертий сингл "Loyal" з реперами Lil Wayne та Френк Монтана. Це найуспішніший запис з X, що досяг дев'ятої сходинки на "Billboard Hot 100" та десятої на "UK Singles Chart"

## Особисте життя
Кріс Браун відомий своїм романом зі співачкою Ріанною. Вони познайомились в 2005 році і були в дружніх відносинах, а в 2008 році їхні відносини переросли в особисті, в яких вони були до 2009 року. В лютому 2009 року Браун напав на 20-літню Ріанну, побивши її в автомобілі. Кріс наніс дівчині тілесні ушкодження й навіть намагався задушити Ріанну, а після цього втік з місця злочину, сховавшись від поліції. Пізніше Браун добровільно з’явився у відділок, де й був заарештований. Суд засудив Кріса Брауна до п'яти років умовно, а також 180 днів суспільно-корисних робіт. Крім того, Брауну була накладена заборона на наближення до колишньої подруги більше, ніж на 50 метрів.
В грудні 2010 року Кріс Браун успішно пройшов курс реабілітації для схильних до домашнього насилля чоловіків. Пізніше Кріс Браун не раз відкрито заявляв про розкаяння і бажання знову налагодити відносини з Ріанною. Весною 2012 року пара записала дует — пісню Birthday Cake, а у вересні того ж року Браун зробив собі на шиї татуювання у вигляді портрета побитої жінки, щоб ще раз нагадати собі про свою помилку.
У 2012 році Кріс Браун зустрічався з в’єтнамською моделлю Каруччі Трен, але в вересні й жовтні папараці все частіше помічали його в компанії Ріанни. Він поновив відносини з Ріанною, але через декілька місяців, з невідомих причин, вони розійшлись. А через декілька тижнів після розриву з співачкою, Браун був помічений в компанії тієї ж в’єтнамської моделі Каруччі Трен.

## Дискографія
- 2005 — Chris Brown
- 2007 — Exclusive
- 2009 — Graffiti
- 2011 — F.A.M.E.
- 2012 — Fortune
- 2014 — X

## Фільмографія
- 2007 — «Братство танцю»
- 2007 — «Stomp the Yard»
- 2007 — «Це Різдво»
- 2010 — «Хлопчики-нальотчики»
- 2012 — «Думай, як чоловік»
- 2013 — «Королі танцполу»